# ダラット

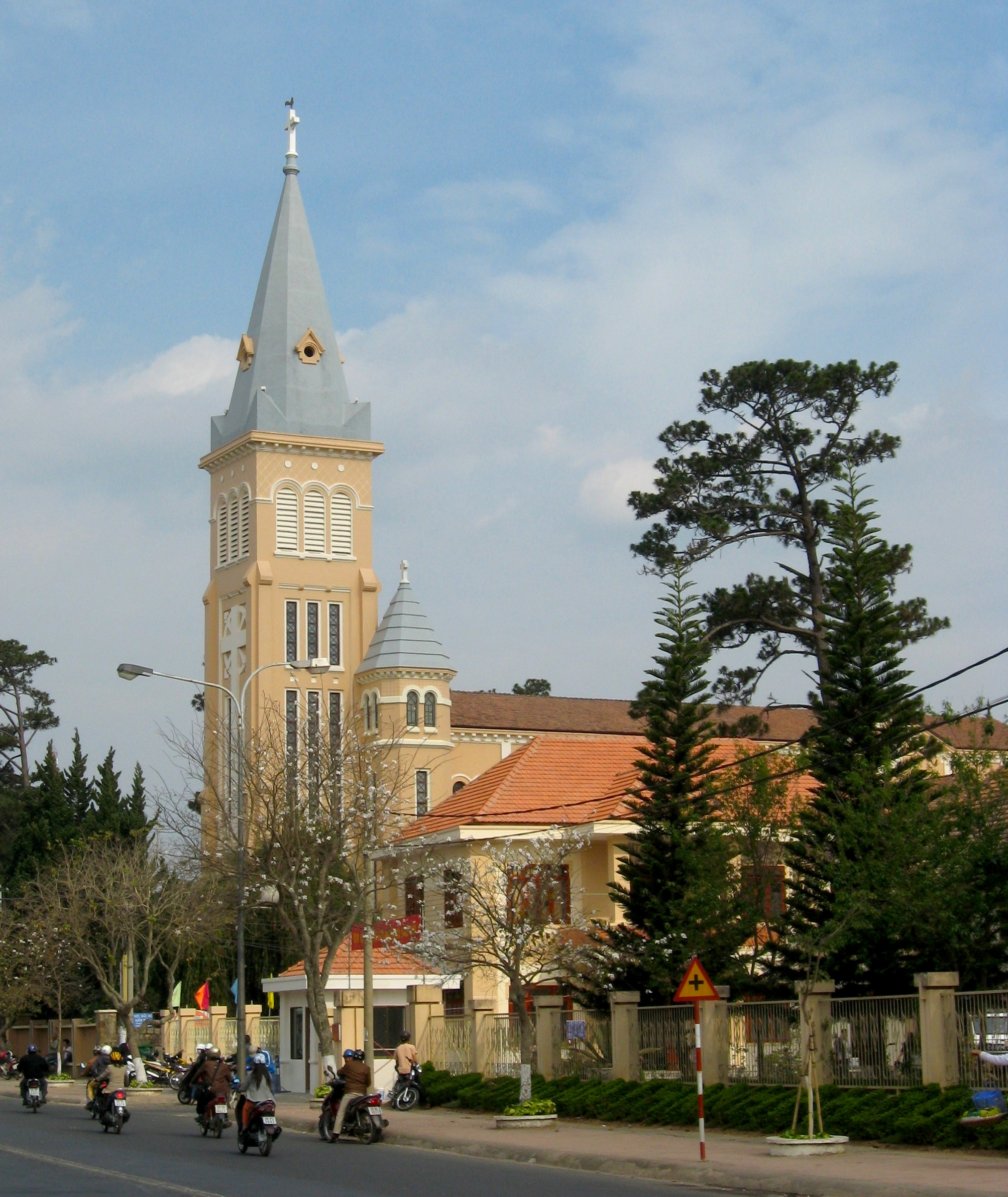
ダラット

ダラット市（ベトナム語：Thành phố Đà Lạt / 城庯多樂、Dalat  発音）あるいはダーラットは、ベトナム中南部の都市でラムドン省の省都。地名 Đà Lạt はコホ語 daa laac（ラク族の水）に由来。

## 概要
中部高原に位置する観光都市で、フランス植民地時代に避暑地として開発された。ベトナム共和国時代にも大統領をはじめ政権幹部や富裕層、外国人などが別荘を構えていた。標高1475メートルの街は人造湖であるスアンフーン湖沿いに開けており、暑い時期でも湿度は低く快適な気候条件となっている。2009年の人口は約20万人。冷涼な気候を利用した野菜生産も盛んである。
現在はベトナム人カップルの新婚旅行先として人気がある。市内ではよく二人乗り自転車のタンデムに乗ったカップルを見かける。

## 観光
- バオ・ダイの夏の離宮
- ダラット大教会
- 霊福寺
- 竹林禅院
- 旧ダラット駅 - フランス植民地時代に使用されていた駅舎の跡。日本製の蒸気機関車131-428（国鉄C12形蒸気機関車）も展示されている[3]。
- クレイジー・ハウス - ロシアで博士号を取得した建築家ダン・ヴェト・ガーが建てた芸術性の高いゲストハウス
- スアンフーン湖 - 街の中心部にある湖
- ダラット市場 - 市民の台所
- 恋人の谷（Valley of Love）
- ダタンラ滝
- ドメーヌ・ド・マリー教会

## 行政区画
以下の12坊4社から構成される。
- 第1坊（Phường 1）
- 第2坊（Phường 2）
- 第3坊（Phường 3）
- 第4坊（Phường 4）
- 第5坊（Phường 5）
- 第6坊（Phường 6）
- 第7坊（Phường 7）
- 第8坊（Phường 8）
- 第9坊（Phường 9）
- 第10坊（Phường 10）
- 第11坊（Phường 11）
- 第12坊（Phường 12）
- タヌン社（Tà Nung / 耶農）
- チャンハイン社（Trạm Hành / 站行）
- スアントー社（Xuân Thọ / 春壽）
- スアンチュオン社（Xuân Trường / 春長）

## 気候
熱帯地域のベトナム南部に位置するダラットではあるが、年間を通じて非常に涼しい都市である。一番暑い4月でも最高気温25℃前後であり、朝晩となると上着が必要なほどに冷え込む。雨季はほかの地域と同じく雨が降り、4月から11月の初めぐらいまで続く。
| ダラット (1964–1998)の気候                               | ダラット (1964–1998)の気候 | ダラット (1964–1998)の気候 | ダラット (1964–1998)の気候 | ダラット (1964–1998)の気候 | ダラット (1964–1998)の気候 | ダラット (1964–1998)の気候 | ダラット (1964–1998)の気候 | ダラット (1964–1998)の気候 | ダラット (1964–1998)の気候 | ダラット (1964–1998)の気候 | ダラット (1964–1998)の気候 | ダラット (1964–1998)の気候 | ダラット (1964–1998)の気候 |
| 月                                                       | 1月                        | 2月                        | 3月                        | 4月                        | 5月                        | 6月                        | 7月                        | 8月                        | 9月                        | 10月                       | 11月                       | 12月                       | 年                         |
| -------------------------------------------------------- | -------------------------- | -------------------------- | -------------------------- | -------------------------- | -------------------------- | -------------------------- | -------------------------- | -------------------------- | -------------------------- | -------------------------- | -------------------------- | -------------------------- | -------------------------- |
| 最高気温記録 °C （°F）                                   | 30.0 (86)                  | 31.0 (87.8)                | 31.5 (88.7)                | 31.2 (88.2)                | 30.6 (87.1)                | 30.0 (86)                  | 29.2 (84.6)                | 29.3 (84.7)                | 29.7 (85.5)                | 30.0 (86)                  | 29.2 (84.6)                | 29.4 (84.9)                | 31.5 (88.7)                |
| 平均最高気温 °C （°F）                                   | 22.3 (72.1)                | 24.0 (75.2)                | 25.0 (77)                  | 25.2 (77.4)                | 24.5 (76.1)                | 23.4 (74.1)                | 22.8 (73)                  | 22.5 (72.5)                | 22.8 (73)                  | 22.5 (72.5)                | 21.7 (71.1)                | 21.4 (70.5)                | 20.6 (69.1)                |
| 日平均気温 °C （°F）                                     | 15.8 (60.4)                | 16.7 (62.1)                | 17.8 (64)                  | 18.9 (66)                  | 19.3 (66.7)                | 19.0 (66.2)                | 18.6 (65.5)                | 18.5 (65.3)                | 18.4 (65.1)                | 18.1 (64.6)                | 17.3 (63.1)                | 16.2 (61.2)                | 17.9 (64.2)                |
| 平均最低気温 °C （°F）                                   | 11.3 (52.3)                | 11.7 (53.1)                | 12.6 (54.7)                | 14.4 (57.9)                | 16.0 (60.8)                | 16.3 (61.3)                | 16.0 (60.8)                | 16.1 (61)                  | 15.8 (60.4)                | 15.1 (59.2)                | 14.3 (57.7)                | 12.8 (55)                  | 14.3 (57.7)                |
| 最低気温記録 °C （°F）                                   | −0.1 (31.8)                | −0.6 (30.9)                | 4.2 (39.6)                 | 4.0 (39.2)                 | 10.0 (50)                  | 10.9 (51.6)                | 10.4 (50.7)                | 10.6 (51.1)                | 10.0 (50)                  | 8.1 (46.6)                 | 4.4 (39.9)                 | 2.6 (36.7)                 | −0.6 (30.9)                |
| 降水量 mm （inch）                                       | 11 (0.43)                  | 24 (0.94)                  | 62 (2.44)                  | 170 (6.69)                 | 191 (7.52)                 | 213 (8.39)                 | 229 (9.02)                 | 214 (8.43)                 | 282 (11.1)                 | 239 (9.41)                 | 97 (3.82)                  | 36 (1.42)                  | 1,739 (68.46)              |
| 平均降雨日数                                             | 2                          | 2                          | 5                          | 11                         | 18                         | 20                         | 23                         | 22                         | 23                         | 19                         | 10                         | 5                          | 161                        |
| % 湿度                                                   | 82                         | 78                         | 77                         | 84                         | 87                         | 88                         | 90                         | 91                         | 90                         | 89                         | 85                         | 84                         | 85                         |
| 出典：Địa chí Đà Lạt (extremes 1918–1940, and 1964–1998) |                            |                            |                            |                            |                            |                            |                            |                            |                            |                            |                            |                            |                            |

## 教育・研究機関
- 国立の総合大学であるダラット大学は、1957年に設立されたカトリック系の大学を母体としている。
- ベトナム共和国（南ベトナム）時代にアメリカから研究用原子炉（TRIGA Mark II）の供与を受け、1963年にダラット原子力研究センターが設立された。アメリカがベトナムから撤退した後は旧ソ連の援助を受けて原子炉を再稼働し、今日に至るまでベトナムにおける原子力研究の中心として機能している。

## アクセス
- 空路
  - リエンクオン国際空港が近郊のドゥクチョン県にあり、ベトナム航空、ベトジェットエア、パシフィック航空、バスコ、タイ・ベトジェットが運行している。運航都市はハノイ、ホーチミン、ダナン、ビン、フエ、バンコク、武漢。
- バス
  - ホーチミンからシンカフェ、キムカフェなどの旅行会社のバスを利用すると約7時間、ニャチャンからは約3時間